# Кхенпо
Термин Кхенпо (тиб. མཁན་པོ། mkhen po), или Кхенмо (в женском роде) - это степень высшего буддийского образования, присваиваемая в тибетском буддизме. В традициях Ньингма, Кагью и Сакья это звание присваивается обычно после тринадцати лет интенсивного обучения после средней школы. Приблизительно это можно перевести либо как степень бакалавра, либо, что сегодня более вероятно, как высшую степень в области буддийских исследований, эквивалентную PhD или MPhil. Степень присуждается студентам, которые могут публично подтвердить свою эрудицию и мастерство по крайней мере в пяти предметах индо-тибетского буддизма, а именно:
- Праджняпарамита
- Мадхъямака
- Прама
- Абхидхарма
- Виная

После успешной сдачи экзамена они получают право преподавать буддизм.
Аналогичные титулы более скромного ранга - Де Нод Дзин Па и Шор Пхон. В традиции Гелугпа титул Кхенпо относится либо к старшему монаху, который посвящает в сан новых монахов, либо к настоятелю монастыря. Сопоставимый титул в линиях Гелуг и Бон - Геше.
В некоторых сангхах Кхенчен (тиб. མཁན་ཆེན། "Великий Кхенпо") - это старший Кхенпо или титул, применяемый к наиболее уважаемым Кхенпо.